# Schreineria townesorum
Schreineria townesorum är en stekelart som beskrevs av Gupta 1983. Schreineria townesorum ingår i släktet Schreineria och familjen brokparasitsteklar. Inga underarter finns listade i Catalogue of Life.